# Volkspark (Kiel)
Der Volkspark, ursprünglich Werftpark genannt, ist eine Grünfläche im Stadtteil Ellerbek der schleswig-holsteinischen Landeshauptstadt Kiel. Er befindet sich südöstlich des Stadtzentrums auf der gegenüberliegenden Seite der Kieler Förde zwischen der Werftstraße und dem Ostring. Die 15,2 Hektar große Parkfläche ist rund 500 Meter lang und 300 Meter breit.

## Geschichte
Mit der Bestimmung Kiels zum Reichskriegshafen 1871 veränderte sich das Stadtbild und das Ostufer der Kieler Förde. Durch die wachsenden Großwerften Howaldtswerke, Germaniawerft und der Kaiserlichen Werft wandelten sich die Dörfer Ellerbek und Gaarden vom Fischerdörfern zur Arbeitersiedlungen. Der Volkspark wurde vom Wohlfahrtsverein für die Angehörigen der Kaiserlichen Werft als Werftpark und Erholungsfläche für die Werftmitarbeiter angelegt.
Der Park entstand von 1893 bis 1899 auf der damals Fink-Berg genannten Anhöhe und wurde am 13. Mai 1899 eingeweiht. Beim Bau der Kaiserlichen Werft war dort der Aushub aus den Werftbecken abgelagert worden und ein hügeliges Gelände entstanden, das beim Bau des Parks terrassiert wurde. Der Haupteingang zum Park lag an der Kaiserstraße. In Park lagen damals ein Werfterholungsheim (Fest- und Versammlungsgebäude), ein Bärenzwinger, Vogel- und Kleintiergehege, ein Karpfenteich sowie ein Alt-Ellerbeker Fischerhaus, das im Park wieder aufgebaut wurde.
1921 übernahm die Stadt Kiel die Parkanlage vom Wohlfahrtsverein und gestaltete sie nach den Plänen von Stadtbaurat Willy Hahn und Gartenarchitekt Leberecht Migge ab 1923 zu einem Volkspark um. In der Zeit des Nationalsozialismus wurde der Werftpark in Horst-Wessel-Park umbenannt und während des Zweiten Weltkriegs bei den Luftangriffen auf Kiel stark zerstört. In der ersten Straßenumbenennungsaktion nach dem Krieg erhielt der Park bereits im Juni 1945 seinen Namen Werftpark zurück. Im Dezember 1947 beschloss die Stadtvertretersitzung seinen heutigen Namen Volkspark. Den Namen „Werftpark“ behielt das Theater im Werftpark.

## Galerie

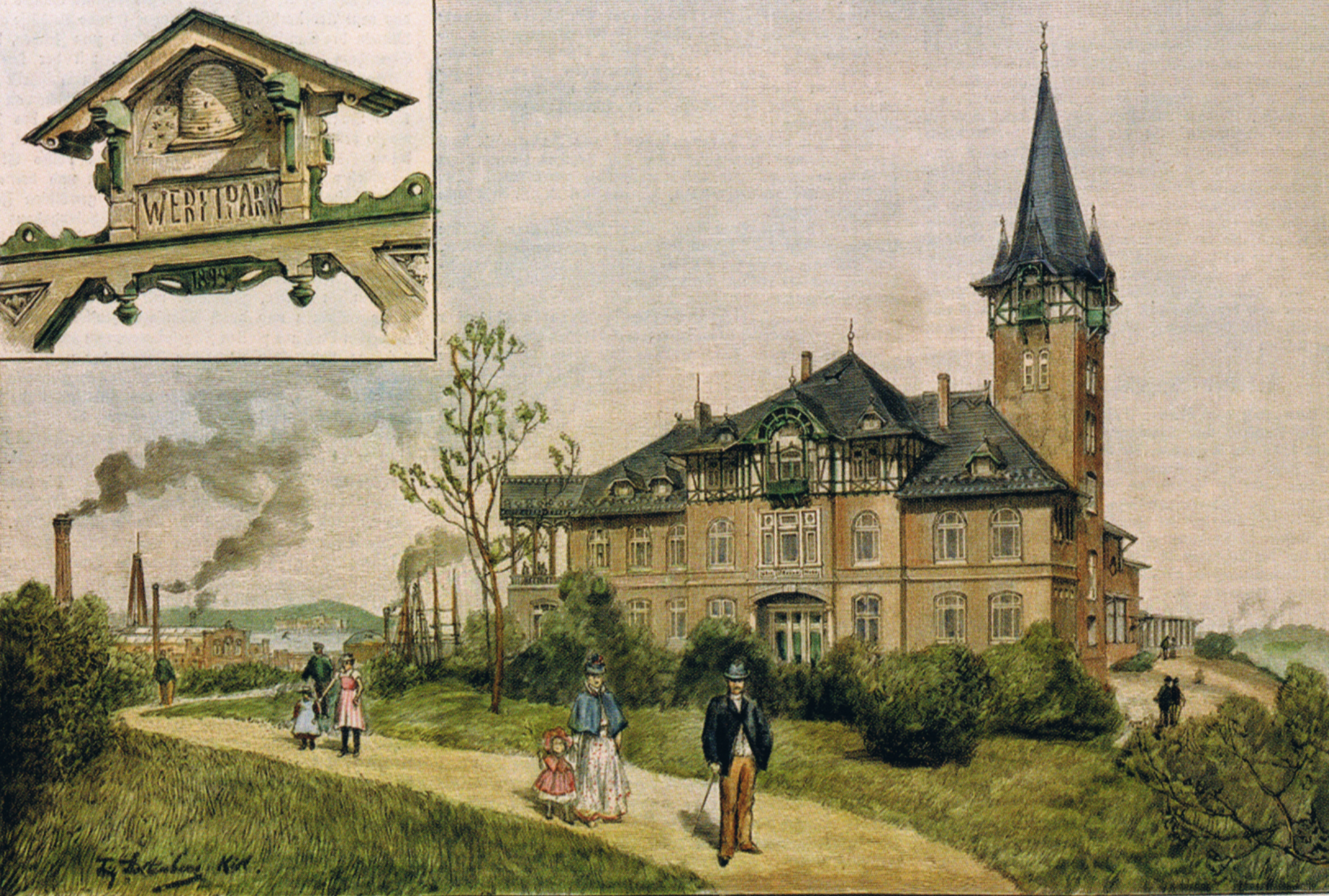
Werfterholungsheim (um 1901 nach einer Zeitschriftenillustration von Fritz Stoltenberg)
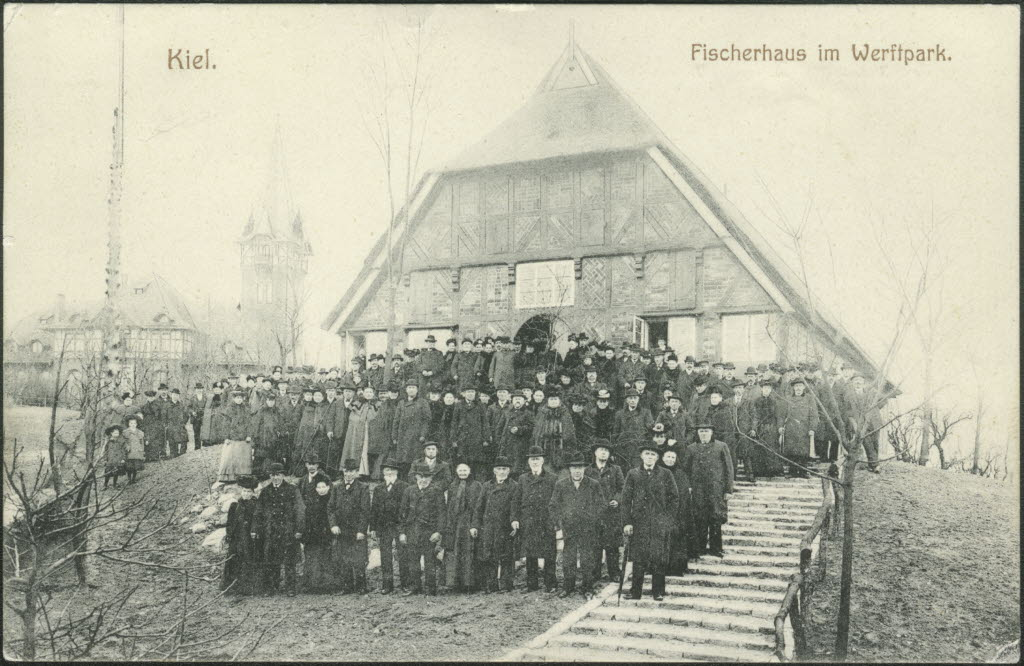
Alt-Ellerbeker Fischerhaus (um 1905)
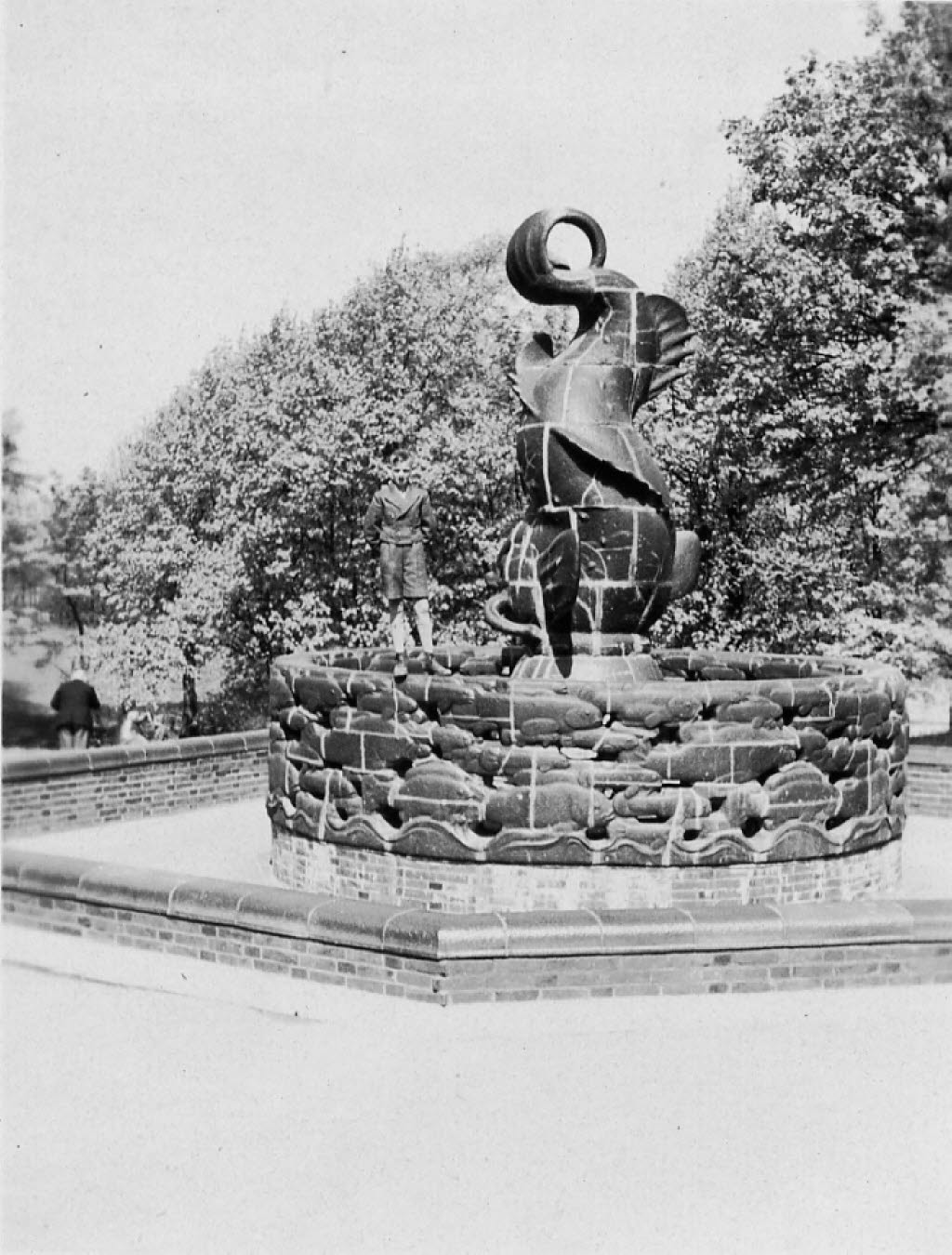
Brunnen von Georg Mahr (um 1935, zerstört)
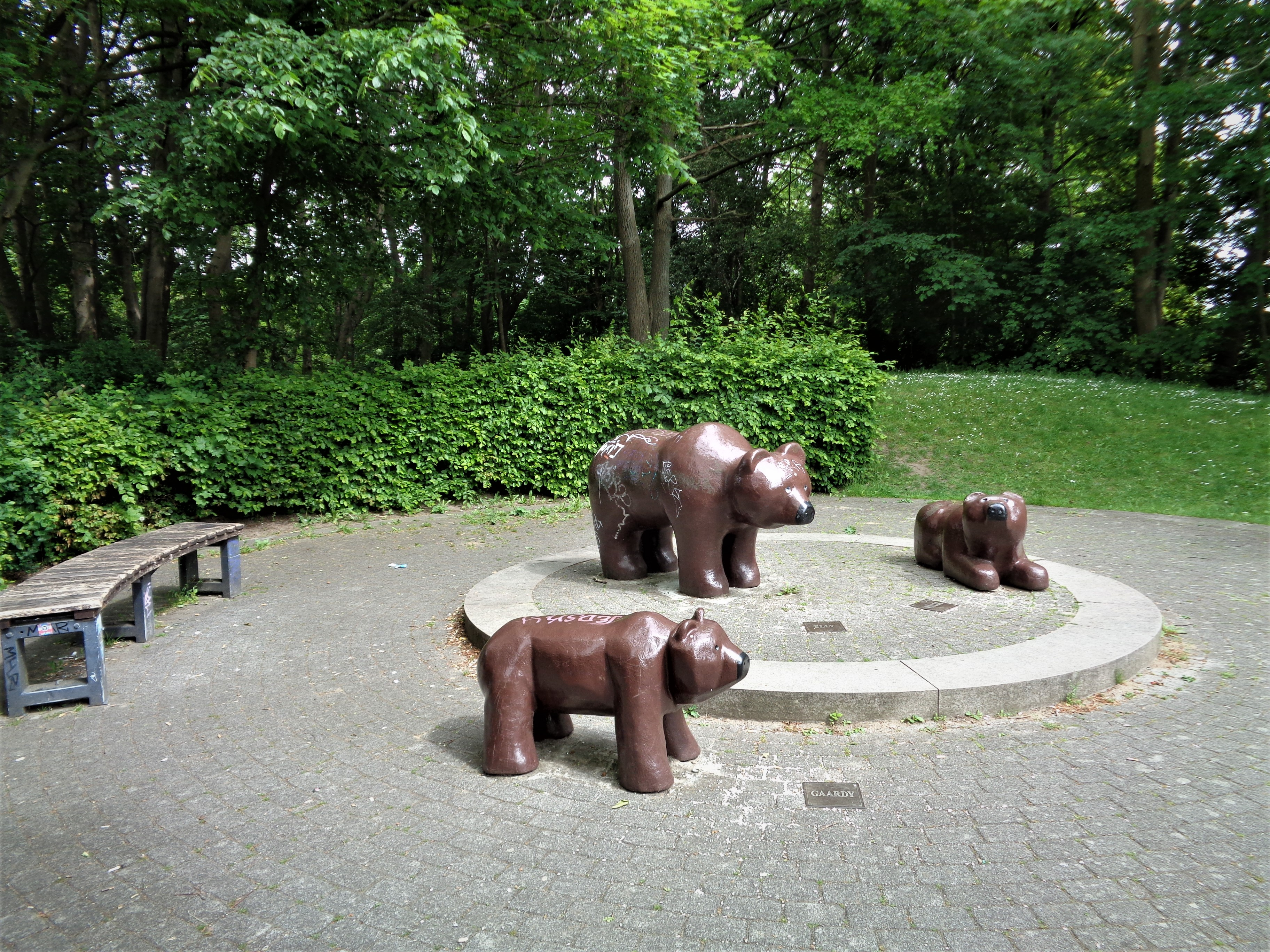
Bespielbare Bärengruppe am Ort des Bärenzwinger
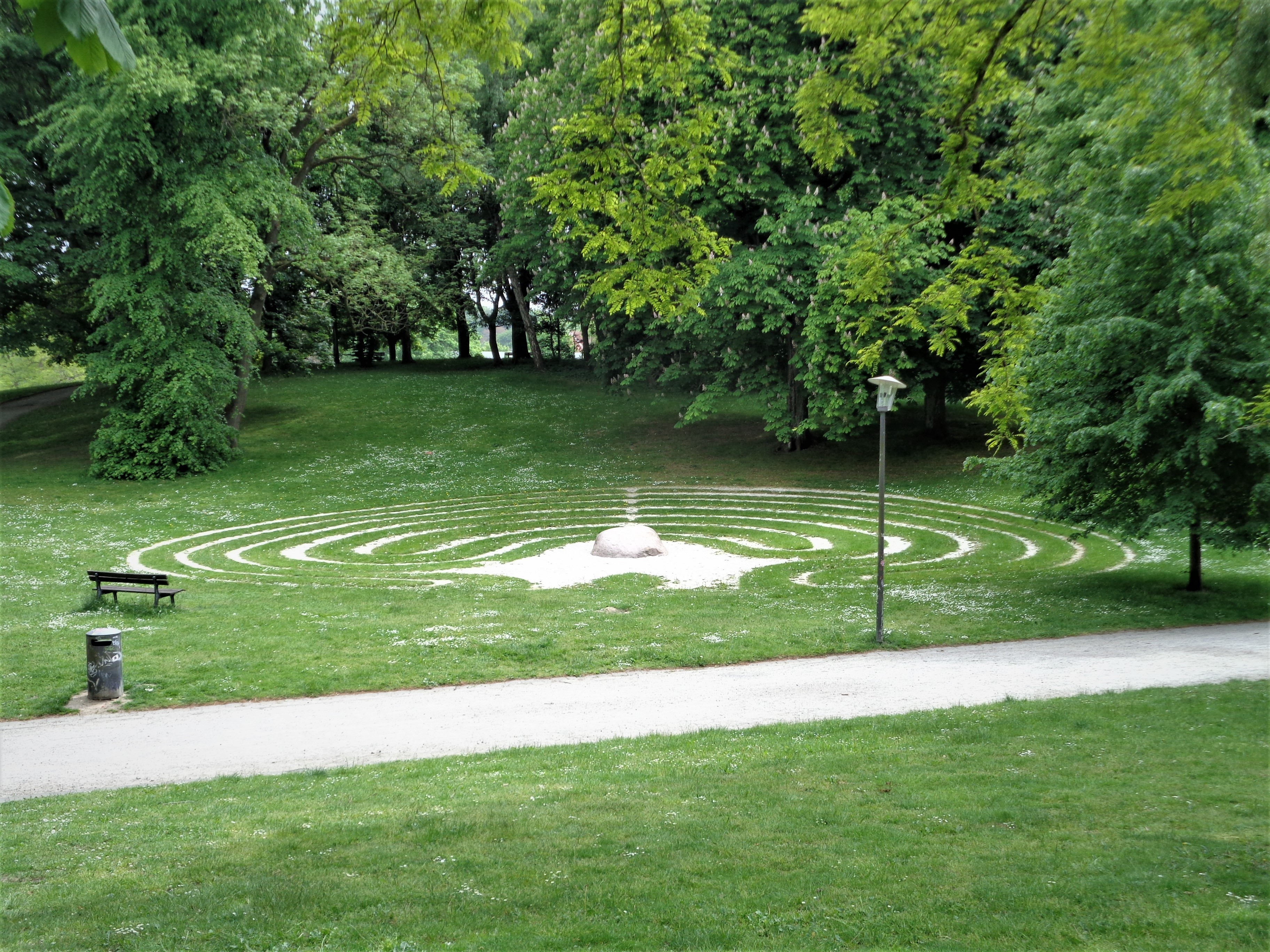
Kieler Labyrinth – Mahnmal gegen Gewalt an Frauen und Mädchen
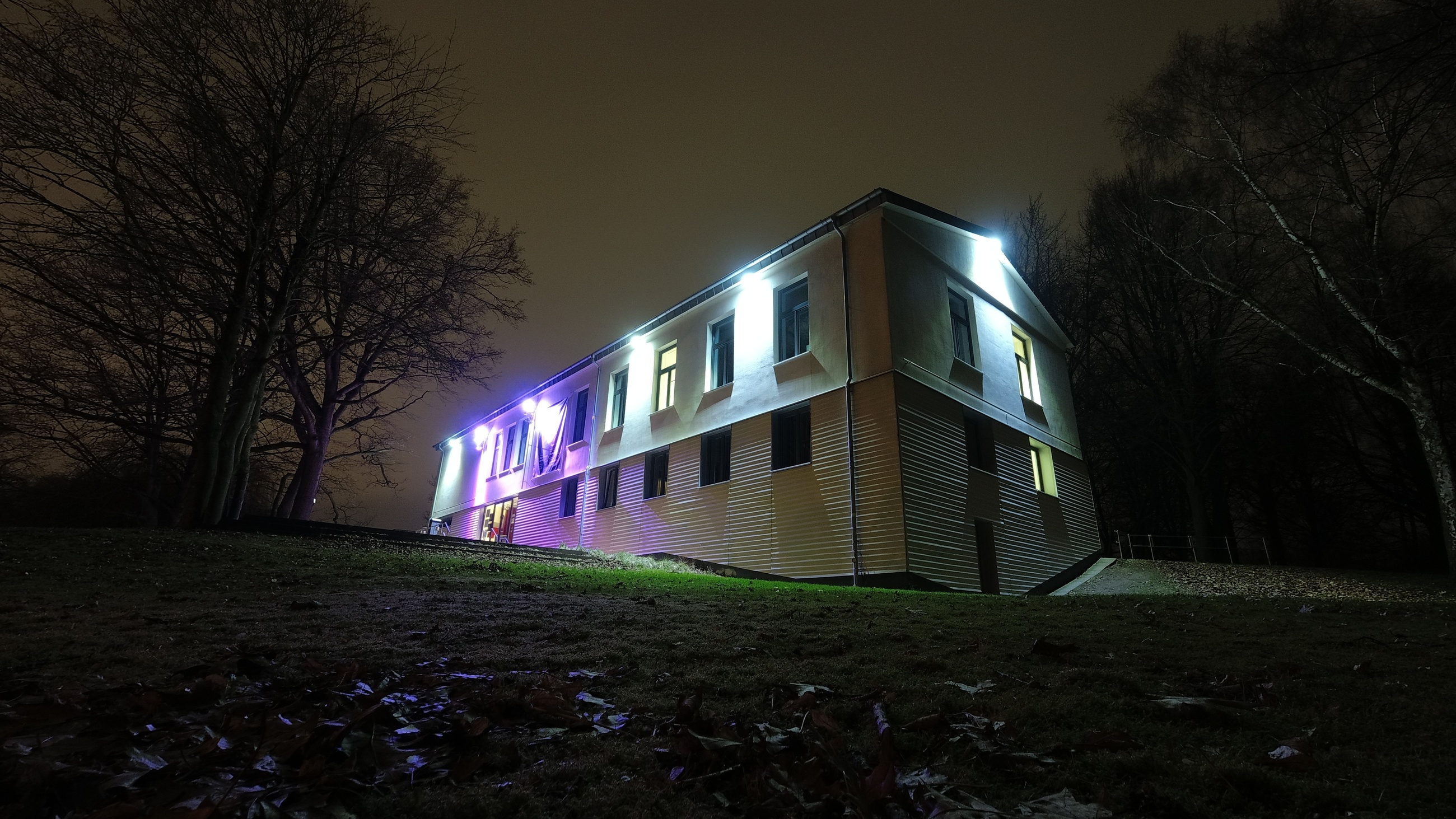
Theater im Werftpark (Werftpark-Theater)